# Вовк жахливий
Вовк жахливий (Aenocyon dirus) — викопний вид псових, що існував в епоху пізнього плейстоцену—раннього голоцену на території Північної Америки (з можливими поодинокими свідченнями зі Східної Азії) 125 000—9500 років тому. Вид був названий у 1858 році, через чотири роки після того, як був знайдений перший екземпляр. Виділяють два підвиди: Aenocyon dirus guildayi та Aenocyon dirus dirus. Найчисленніша знахідка скам'янілостей цього виду була отримана зі смоляних трясовин ранчо Ла-Брея неподалік Лос-Анджелеса.
Рештки жахливих вовків знаходять у широкому спектрі середовищ існування, включаючи рівнини, луки та деякі лісисті гірські райони Північної Америки, а також посушливу савану Південної Америки.
Жахливий вовк був приблизно такого ж розміру, як і найбільші сучасні сірі вовки (Canis lupus): канадський і макензійський рівнинний вовк. A. d. guildayi важив в середньому 60 кг, а A. d. dirus — 68 кг. Їхні зуби були більшими за зуби сучасних сірих вовків і мали більшу ріжучу здатність. Сила їхнього укусу на іклах була сильнішою, ніж у будь-якого іншого відомого виду Canis. Вважається, що ці характеристики були адаптацією до полювання на пізньоплейстоценову мегафауну. У Північній Америці його здобиччю були західні коні, гігантські лінивці, мастодонти, стародавні бізони та верблюди. Жахливий вовк зник внаслідок четвертинного вимирання разом з його основною здобиччю.
2025 року компанія Colossal Biosciences заявила про відродження жахливих вовків методом редагування клітин звичайних вовків. Проте науковці критично ставляться до цього здобутку, оскільки вовки Ромул, Рем і Халісі насправді є генетично модифікованими сірими вовками, яким внесли редагування в генетичний код, щоб відтворити деякі риси вовка жахливого.

## Походження

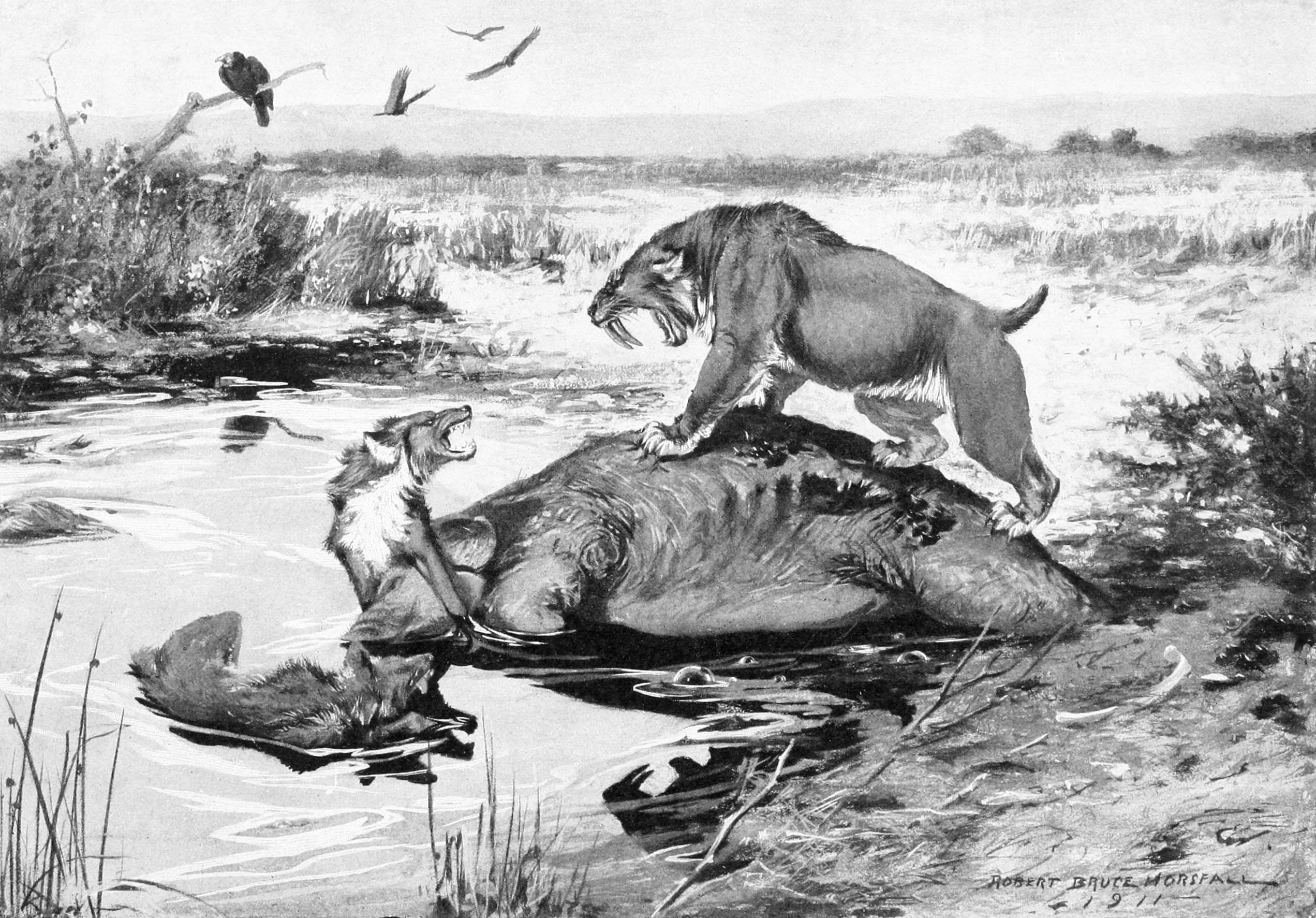
Два жахливі вовки та смілодон з тушею колумбійського мамонта в смоляних трясовинах Ла-Брея, автор Р. Брюс Хорсфолл (R. Bruce Horsfall)

Середні пропорції жахливого вовка були подібні до пропорцій двох сучасних північноамериканських вовків: канадського вовка (Canis lupus pambasileus) та макензійського рівнинного вовка (Canis lupus occidentalis). Попри зовнішню схожість із сірим вовком, між цими двома видами є істотні відмінності. Довжина ніг Aenocyon dirus була коротшою, самі ноги були значно міцнішими, а черепна коробка — меншою, ніж у сірого вовка тих же розмірів. За оцінками, A. d. guildayi важив у середньому 60 кг, а A. d. dirus — 68 кг, деякі екземпляри були більшими, але не перевищували 110 кг через обмеження скелета.
У 1987 році була сформульована теорія, що пояснює великі розміри тварин періоду плейстоцену. Вона заснована на припущенні, що великі запаси їжі для хижаків у вигляді травоїдних зумовлюють зростання маси тіла і збільшення розмірів загалом. Збільшення розмірів хижаків назвали гіперморфом. При зменшенні харчових ресурсів у гіперморфних тварин було два шляхи — або адаптуватися і зменшитися в розмірах, або вимерти. В цілому хижаки плейстоценової мегафауни були більшими за сучасних хижаків, що займають ті ж харчові ніші. Разом із цим на утворення нових видів вовків могли вплинути різкі кліматичні зміни. Отож учені дійшли висновку, що вовки жахливі не походили від виду сірих вовків, які дожили до сучасності.

## Харчування і конкуренти
Ізотопний аналіз кісткового колагену, добутого зі зразків з Ла-Брея, свідчить про те, що жахливий вовк, смілодон та американський лев (Panthera atrox) конкурували за одну й ту ж здобич. У їхній раціон входили викопний верблюд Camelops hesternus, бізон Bison antiquus, «карликова» козуля (Capromeryx minor), кінь Equus occidentalis та гігантський лінивець (Paramylodon harlani). Колумбійський мамонт (Mammuthus columbi) і американський мастодонт (Mammut americanum) були рідкісними в Ла-Брея.
Незадовго до появи жахливого вовка на Північній Америці оселився підрід Canis Xenocyon (предок азійського червоного вовка та африканського дикого собаки), який був таким же великим, як і жахливий вовк. Викопні рештки засвідчують, що вони були рідкісними, і тому вважається, що вони не могли конкурувати з жахливим вовком. Серед інших великих хижаків регіону можна виділити гігантського короткомордого ведмедя (Arctodus simus), сучасну пуму (Puma concolor), плейстоценового койота (Canis latrans) і плейстоценового сірого вовка, який був масивнішим і кремезнішим за сучасного.

## Заяви про відродження
У квітні 2025 року було повідомлено, що компанія Colossal Biosciences шляхом клонування та редагування генів вивела трьох генетично модифікованих вовченят: шестимісячних самців Ромула і Рема та двомісячну самицю Кхалісі. Дослідники Colossal проаналізували геном жахливого вовка, отриманий з двох стародавніх зразків — 13 000-річного зуба, і 72 000-річної вушної кістки. Фахівці Colossal дослідили генетичні відмінності жахливого та сірого вовка та внесли зміни в генетичний код останнього, щоб відтворити ці риси. В якості сурогатних матерів для цуценят використовували свійських собак. Colossal стверджує, що ці незначні генетичні модифікації фактично відродили жахливих вовків як вид, хоча «жодна давня ДНК Aenocyon dirus не була вшита в геном сірого вовка».
Незалежні експерти з університету Отаго в Новій Зеландії — зоолог Філіп Седдон і палеогенетик Нік Роуленс — не погодилися з твердженням Colossal Biosciences, що ці тварини є відродженими жахливими вовками, назвавши їх лише «функціональними версіями викопних тварин» та «генетично модифікованими гібридами вовка сірого». За їхніми словами, стародавня ДНК вовка жахливого є надзвичайно фрагментарною для створення біологічного клону. Роуленс також розкритикував той факт, що дослідники внесли лише 20 змін у 14 генах — це надто мало, аби відтворити вид із близько 19 тисячами генів. Він висловив занепокоєння тим, що цей проєкт дає неправильне уявлення про збереження біорізноманіття і що втрачені види можна просто «повернути до життя».

## Згадки в масовій культурі
Американський письменник-фантаст Джордж Мартін у книжковій сазі «Гра престолів» використав прообраз вовка жахливого для творення образу лютововків.

## Галерея

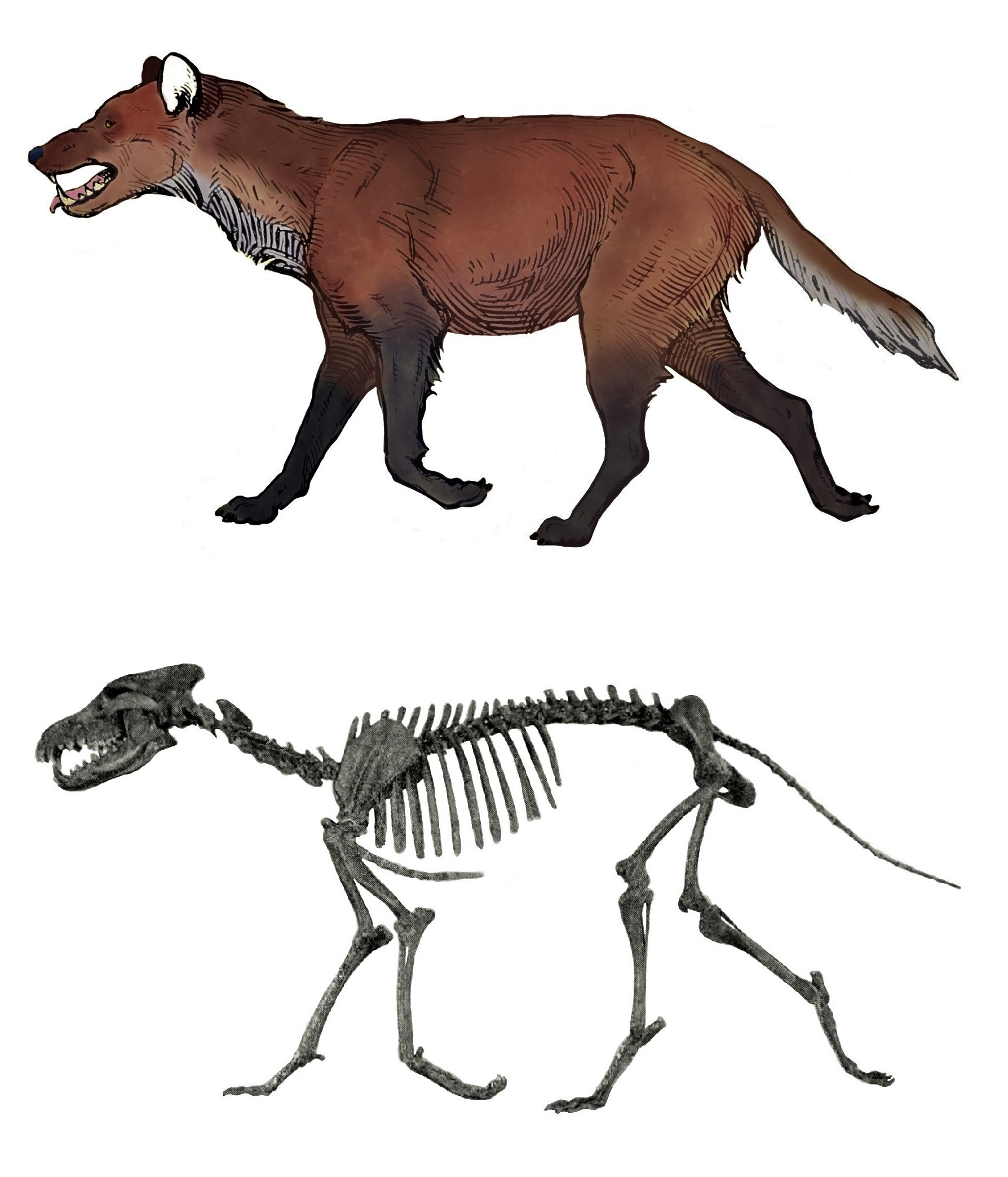
Можливий вигляд жахливого вовка та скелет
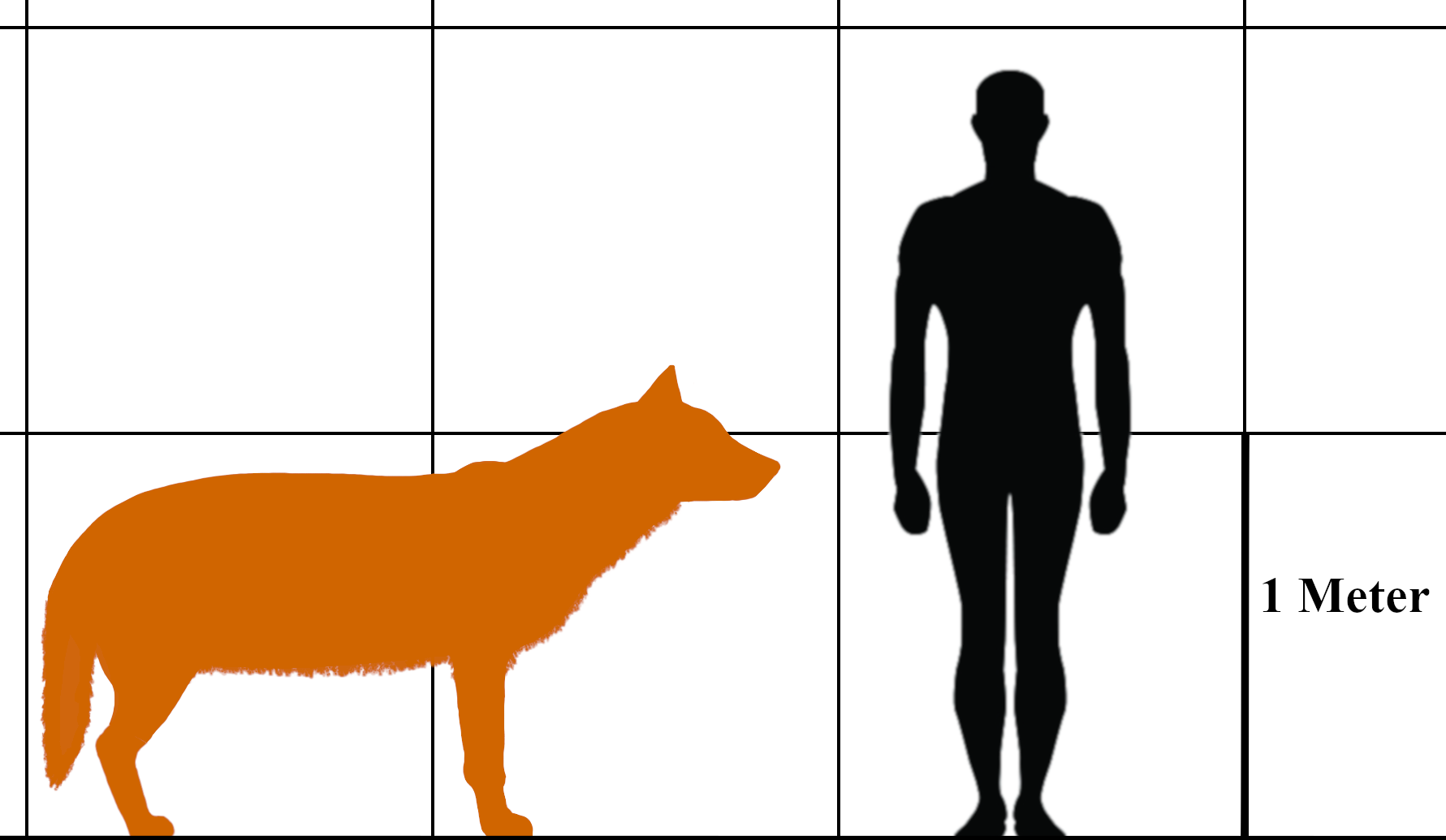
Порівняння розмірів жахливого вовка й людини
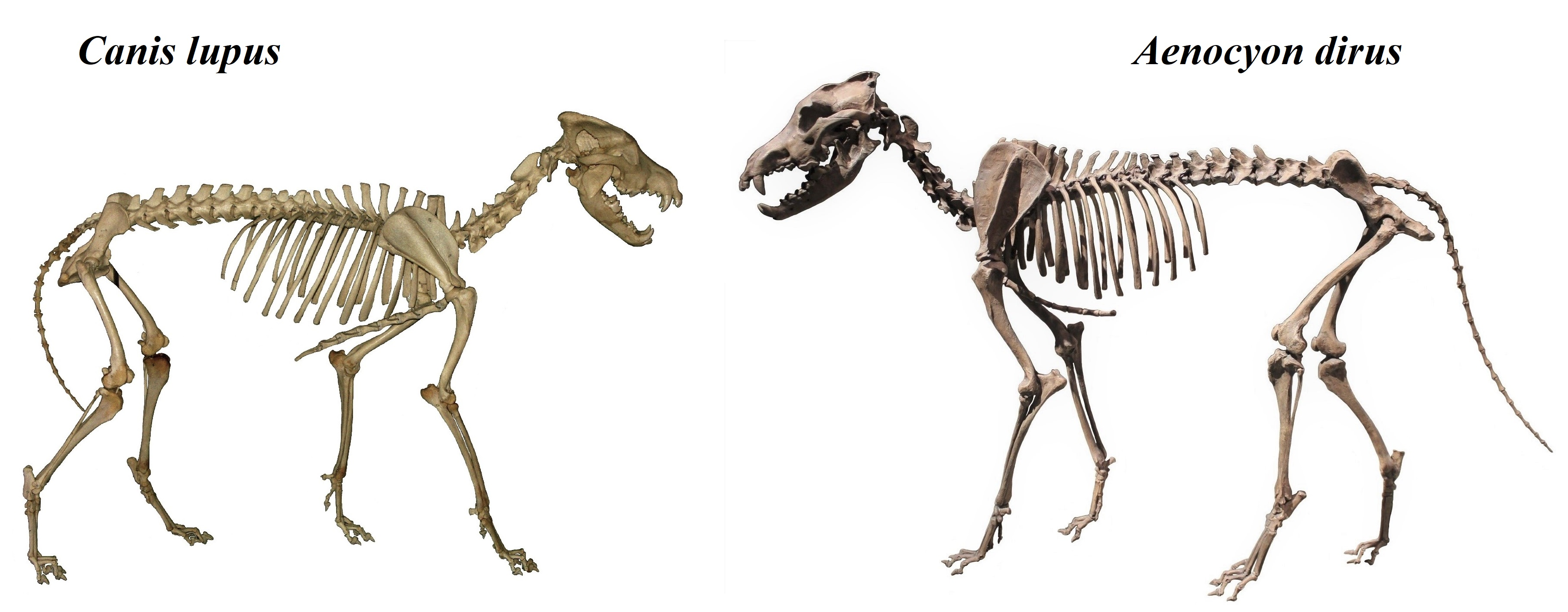
Порівняння скелетів жахливого вовка та вовка